# Радоман, Андрей Александрович
Андре́й Алекса́ндрович Радоман (бел. Радаман Андрэй Аляксандравіч; род. 2 января 1971, Минск) — белорусский историк, специалист по праву и государственности ВКЛ.

## Биография
Родился 2 января 1971 года в г. Минске. С 1978 г. обучался в средней школе № 78 г. Минска, которую окончил в 1988 г. с серебряной медалью. Продолжил обучение на историческом факультете Минского государственного педагогического института им. А. М. Горького по специальностям «история и правоведение», «история и социально-политические дисциплины». Летом 1990 г. в составе отряда «Нашчадкі» принимал участие в археологических раскопках в Лоске Воложинского района Минской области под руководством Г. Н. Сагановича и Ю. Н. Бохана. Окончил институт с отличием в 1993 году. По окончании института продолжил обучение в аспирантуре Белорусского государственного педагогического университета по специальности 07.00.02 — «Отечественная история» (1993—1995) под руководством В. М. Фомина.
Женат с 17 июля 1993 г. Имеет двух сыновей.

## Трудовая деятельность
Трудовую деятельность начал во время обучения в средней школе. С 30 июня по 5 августа 1986 г. работал оператором ЭВМ на заводе «Транзистор» производственного объединения «Интеграл». С сентября 1986 г. по май 1988 гг. обучался по ряду рабочих специальностей (токарь, фрезеровщик, чертёжник, столяр, слесарь) в учебно-производственном комбинате Советского района г. Минска. Проходил практику на производственном объединении им. В. И. Ленина. Имеет I разряд по специальности «слесарь-сборщик радиоэлектронной аппаратуры и приборов». В период студенчества с мая по октябрь 1989 г., в мае-июне 1990 г. и с мая по сентябрь 1991 г. работал вожатым в «Артеке» (Гурзуф, Крым). После окончания института до и во время обучения в аспирантуре два года работал учителем истории и обществоведения в средних школах № 147, № 173 и № 42 г. Минска.
С 15 сентября 1995 года — преподаватель кафедры теории права и истории Академии милиции Министерства внутренних дел Республики Беларусь. В 1996—2016 гг. проходил службу в органах внутренних дел Республики Беларусь в должностях старшего начальствующего состава. С августа 1998 года — преподаватель, с октября 2003 года по октябрь 2016 года — старший преподаватель кафедры теории и истории государства и права Академии МВД Республики Беларусь. С 2007 по 2016 г. преподавал и в Международном учебном центре подготовки, повышения квалификации, переподготовки кадров в сфере миграции и противодействия торговле людьми Академии. Подполковник милиции запаса.
По совместительству преподавал также теорию и историю государства и права в частных вузах г. Минска. С марта 2000 г. по март 2002 г. — научный сотрудник сектора истории права и политико-правовой мысли Национального научно-просветительского центра имени Ф. Скорины при Министерстве образования Республики Беларусь (по совместительству). С августа 2016 г. по январь 2017 г. — научный сотрудник кафедры истории Беларуси древнего времени и средних веков исторического факультета БГУ (по совместительству).
С 20 января 2017 г. по 31 марта 2018 г. — научный сотрудник кафедры истории Беларуси древнего времени и средних веков исторического факультета БГУ. С 1 ноября 2018 г. по 31 декабря 2020 г.— научный сотрудник отдела генеалогии, геральдики и нумизматики Института истории НАН Беларуси. 24 ноября 2020 года был уве́домлен администрацией Института истории НАН Беларуси о непродлении контракта.
С 1 октября 2021 г. — докторант Университета в Белостоке.
Стажировки и исследовательские стипендиальные программы:
- 2002 г. — Ягеллонский университет, стажировка на кафедрах истории права Польши юридического факультета и истории Раннего Нового времени исторического факультета по стипендии Фонда королевы Ядвиги.
- 2010 г. — Варшавский университет, стажировка на кафедре истории права Польши Института истории права факультета права и администрации по научной стипендии Польского комитета по делам ЮНЕСКО.
- 2018 г. — Варшавский университет, стажировка на кафедре истории Раннего Нового времени Исторического института по научной стипендии Польского комитета по делам ЮНЕСКО.
- 2019 г. — Академия наук Литвы, стажировка в рамках межакадемического обмена в Институте истории Литвы.
- 2021 г. — Польская академия наук, Институт истории им. Тадеуша Мантейфеля, Немецкий исторический институт в Варшаве (исследовательская стипендия, февраль-декабрь 2021 г.)[14][15].

## Гражданская деятельность

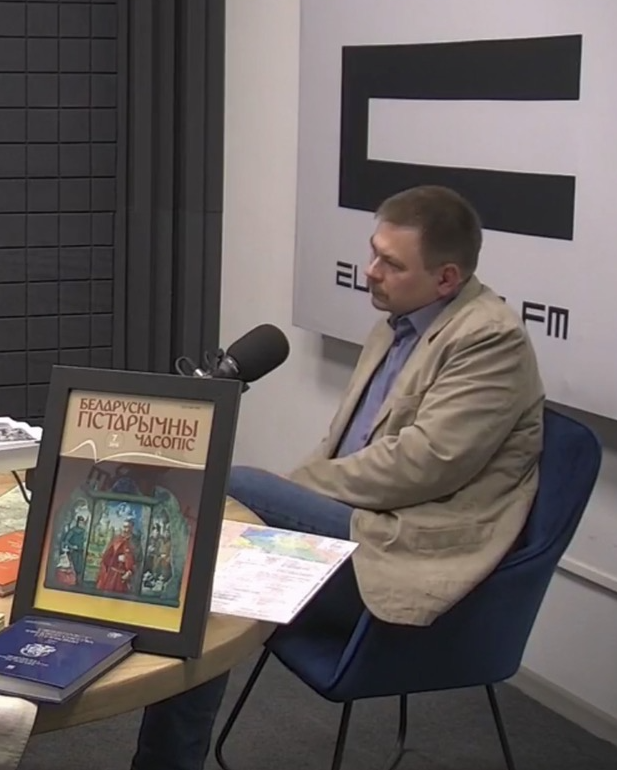
19/22.10.2020 EURORADIO.FM «Ідэя X»

Один из инициаторов гражданской кампании в защиту независимости Беларуси «Свежий ветер» (2019—2020).
Неоднократно высказывался в СМИ о своей гражданской позиции.
В ночь с 12 на 13 августа 2020 года в период протестов против результатов президентских выборов был задержан сотрудниками ОМОН на остановке общественного транспорта на ул. Л. Беды в районе универсама «Рига» и избит в Советском РУВД г. Минска. Протокол задержания и протокол административного правонарушения, составленные участковым инспектором ГОМ Советского РУВД старшим лейтенантом милиции Сергеем Викторовичем Никитенко, не подписал, считая их сфальсифицированными и не имея возможности прочесть их ночью на плацу без очков. Содержался в ИВС Мингорисполкома (1-й переулок Окрестина 36), откуда был отпущен под подписку без суда в 01:50 14 августа 2020 г. Административный процесс по его делу приостанавливался 7 октября и только 20 октября 2020 г. на основании ч. 1 ст. 23.34 КоАП Республики Беларусь судья Советского района г. Минска Александр Александрович Волк постановил подвергнуть А. Радомана административному взысканию в виде штрафа в пользу государства в размере 10 базовых величин за участие в несанкционированном митинге, который состоялся в 01:30 13 августа 2020 г. по адресу Логойский тракт, 37. На суде А.Радоман отрицал сам факт совершения им противоправного деяния. Свидетель обвинения старший участковый инспектор отдела охраны правопорядка и профилактики милиции общественной безопасности Советского РУВД г. Минска майор милиции Вадим Владимирович Смолик на заседание суда не явился в связи с нахождением на суточном дежурстве. 7 декабря 2020 г. жалобу на постановление суда Советского района от 20.10.2020 г. по его делу рассматривал Минский городской суд. Судья Анастасия Павловна Попко постановила постановление судьи суда Советского района г. Минска от 20.10.2020 г. в отношении Радомана А. А. оставить без изменения, а жалобу без удовлетворения. Сумма штрафа была списана с его банковских счетов 22 и 24 января 2021 г. по требованию автоматизированной информационной системы исполнения денежных обязательств (АИС ИДО).

## Научная деятельность
В список его научных интересов входят: политическая история раннего Нового времени; история государства и права Великого княжества Литовского, Русского и Жемайтского и Речи Посполитой обоих народов (Королевства Польского и ВКЛ); история местного самоуправления ВКЛ и Беларуси, парламентских институтов и парламентского права; просопография, генеалогия и сфрагистика политической элиты ВКЛ XV—XVIII вв.; история правоохранительных органов Беларуси.
С 2009 г. является участником нескольких международных исследовательских проектов, реализуемых под руководством проф. Анджея Рахубы и проф. Генриха Люлевича (1950—2019) по изданию списков урядников и сановников ВКЛ (Полоцкое, Мстиславское, Берестейское (Брестское), Новогородское (Новогрудское) воеводства), парламентариев ВКЛ на сеймах Речи Посполитой, а также научных проектов по изданию актов новогородского (новогрудского) и полоцкого сеймиков, одним из инициаторов которых является.
Автор более 80 научных работ, а также ряда статей в Белорусской энциклопедии, Энциклопедии истории Беларуси, энциклопедии «Великое княжество Литовское».
Член редакционных советов научных изданий «Герольд Litherland» (Гродно-Минск) и «Rocznik Lituanistyczny» (Варшава).
h-индекс 8 (Google Scholar Citations)
h-индекс 2 (РИНЦ SPIN-код автора 6956-1917, AuthorID: 945425)

### Коллективные монографии
- Беларусь: Народ. Государство. Время / Нац. акад. наук Беларуси, Ин-т истории; редкол. : А. А. Коваленя [и др.]. Минск : Беларуская навука, 2009.
- Гісторыя Навагрудка — з глыбінь вякоў да нашых дзён = История Новогрудка — из глубин веков до наших дней / [М. П. Касцюк і інш.], рэд. кал.: М. П. Касцюк (гал. рэд.). 1-е выд. Мінск: Белстан, 2014[36]; 2-е выд. Мінск : Белстан, 2016.
- Unus pro omnibus: Валовічы ў гісторыі Вялікага княства Літоўскага XV—XVIII ст. Склад. Андрэй Янушкевіч. Навук. рэд. Аляксей Шаланда. Мінск : Медысонт, 2014.
- История белорусской государственности: В 5 т. Т. 1 : Белорусская государственность: от истоков до конца XVIII в. / А. А. Коваленя [и др.]; отв. ред. тома О. Н. Левко, В. Ф. Голубев; Нац. акад. наук Беларуси, Ин-т истории. Минск : Беларуская навука, 2018.
- Belarus in the Twenty-First Century: Between Dictatorship and Democracy, edited by Elena Korosteleva, Irina Petrova, Anastasiia Kudlenko, 1st Edition, London: Routledge, 2023, 236 pp. DOI https://doi.org/10.4324/9781003311454; eBook ISBN 9781003311454.

### Научно-справочные издания
- Земскія ўраднікі Полацкага ваяводства (другая палова XVI — першая палова XVII стст.) / А. Радаман, Д. Вілімас, В. Галубовіч // Commentarii polocenses historici = Полацкія гістарычныя запіскі. Том I. Полацак, 2004. С.73-80.
- Земскія ўраднікі Віцебскага ваяводства ў другой палове XVI — першай палове XVII стст. / А. Радаман, Д. Вілімас, В. Галубовіч // Commentarii polocenses historici = Полацкія гістарычныя запіскі. Том II. Полацак, 2005. С. 51-61.
- Земскія ўраднікі Менскага ваяводства ў другой палове XVI — першай палове XVII стст. / А. Радаман, Д. Вілімас, В. Галубовіч // Commentarii polocenses historici = Полацкія гістарычныя запіскі. Том III. Полацак, 2006. С.65-69.
- Земскія ўраднікі Гарадзенскага павета ВКЛ (другая палова XVI — першая палова XVII ст.). / А. Радаман, Д. Вілімас, В. Галубовіч // Герольд Litherland. Год V. Горадня, 2006. № 1 (17). С. 98-109.
- Милиция Беларуси. Документы и материалы (1917—2007 гг.) / Сост. К. И. Барвинок [и др.:]: под ред. канд. ист. наук, доц. К. И. Барвинка, доктора ист. наук, проф. А. Ф. Вишневского; Министерство внутренних дел; Академия МВД. Минск: Академия МВД Республики Беларусь, 2007.
- Земскія ўраднікі Ваўкавыскага павета (другая палова XVI — першая палова XVII стст.) / А. Радаман, Д. Вілімас, В. Галубовіч // Герольд Litherland. 2011. № 18. С.143-155.
- Urzędnicy Wielkiego Księstwa Litewskiego : Spisy : w X t. / PAN, Instytut Historii; red. Anrzej Rachuba, Henryk Lulewicz. Warszawa : Wydawnictwo «DiG», Wydawnictwo IH PAN, 2003-<2024>. T. V: Ziemia połocka i województwo połockie. XIV—XVIII wiek / IH PAN; pod red. Henryka Lulewicza, oprac. Henryk Lulewicz, Andrzej Rachuba, Andrzej Haratym, Andrej Macuk, Andrej Radaman przy współpracy Witala Hałubowicza i Przemysława P. Romaniuka. Warszawa: Wydawnictwo IH PAN, 2018. 305, [1] s. ISBN 978-83-65880-49-9 https://www.academia.edu/41172962
- Urzędnicy Wielkiego Księstwa Litewskiego: Spisy: w X t. / PAN, Instytut Historii; red. A. Rachuba, H. Lulewicz. Warszawa: Wydawnictwo «DiG», 2003—2014, Wydawnicto IH PAN, 2018-<2024>. T. VI: Ziemia nowogródzka i województwo nowogródzkie XV—XVIII wiek / IH PAN; red. Andrzej Rachuba, oprac. Henryk Lulewicz, Tomasz Jaszczołt, Andrej Radaman, Andrzej Rachuba, Przemysław P. Romaniuk, Andrej Macuk, Adam Danilczyk, Andrzej Haratym. — Warszawa: IH PAN, 2024.524 s. ISBN 978-83-66911-67-3
- Urzędnicy Wielkiego Księstwa Litewskiego : Spisy : w X t. / PAN, Instytut Historii; red. Andrzej Rachuba, Henryk Lulewicz. Warszawa : Wydawnictwo «DiG», Wydawnictwo IH PAN, 2003-<2024>. T. IX: Województwo mścisławskie. XVI—XVIII wiek / IH PAN; pod red. Andrzeja Rachuby, oprac. Henryk Lulewicz, Tomasz Jaszczołt, Andrej Radaman, Andrzej Rachuba, Przemysław P. Romaniuk, Andrej Macuk, Adam Danilczyk i Andrzej Haratym. Warszawa: Wydawnictwo IH PAN, 2019. 262 s. ISBN 978-83-65880-76-5
- Urzędnicy Wielkiego Księstwa Litewskiego : Spisy : w X t. / PAN, Instytut Historii; red. A. Rachuba, H. Lulewicz. Warszawa : Wydawnictwo «DiG», Wydawnicto IH PAN, 2003-<2024>. T. VIII: Ziemia brzeska i województwo brzeskie XIV—XVIII wiek / IH PAN; red. Andrzej Rachuba, oprac. Henryk Lulewicz, Tomasz Jaszczołt, Andrej Radaman, Andrzej Rachuba, Przemysław P. Romaniuk, Andrej Macuk, Adam Danilczyk, Andrzej Haratym. Warszawa: IH PAN, 2020. 405 s. ISBN 978-83-65880-89-5

### Учебная литература (в соавторстве)
- История органов внутренних дел Беларуси: хрестоматия / Министерство внутренних дел Республики Беларусь, Академия МВД; сост. А. Ф. Вишневский [и ин.]. Минск: Академия МВД Республики Беларусь, 2009.
- История органов внутренних дел Беларуси: [курс лекций для вузов] / А. Ф. Вишневский [и др.] под ред. А. Ф. Вишневского; Министерство внутренних дел Республики Беларусь; Учреждение образования «Академия Министерства внутренних дел Республики Беларусь». Минск: Академия МВД Республики Беларусь, Минск: Академия МВД Республики Беларусь, 2010.
- История органов внутренних дел Беларуси: учеб. пособие для учреждений высшего образования / А. В. Вениосов [и др.]; под общ. ред. В. А. Данилова, А. С. Жмуровского; учреждение образования «Акад. М-ва внутрен. дел Респ. Беларусь». Минск: Академия МВД Республики Беларусь, 2015.

### Избранные научные статьи и публикации исторических источников
- Кіраванне соймікавамі пасяджэннямі ў Вялікім княстве Літоўскім, Рускім і Жамойцкім у другой палове XVI — пачатку XVIIст. / А. Радаман // Вес. Беларус. дзярж. пед. ун-та ім. М. Танка. — 2002. — № 2(32). — С. 120—132.
- Інструкцыя новагародскага сойміка паслам на элекцыйны сойм 1587 г. / падрыхтаваў да друку, камент. А. Радаман // Беларус. гіст. агляд. 2003. — Т.10, сш.1-2 (18-19). — С.163-174.
- Шляхецкія з’езды і соймікі Новагародскага павета і праблема ўзнікнення каптуровых судоў ў Вялікім княстве Літоўскім, Рускім і Жамойцкім ў час бескаралеўяў другой паловы XVI ст. / А. Радаман // Вест. Акад. МВД Респ. Беларусь. — 2004. № 1 (7). — С. 132—136.
- Справа аб парушэнні ваўкавыскім старостай Крыштафам Монвідам Дарагастайскім парадку ўступлення на пасаду і прынцыпаў прызначэння ўраднікаў гродскага суда і яе адлюстраванне ў документах Нацыянальнага гістарычнага архіва Беларусі: дэкрэт Галоўнага Трыбунала Вялікага Княства Літоўскага, Рускага і Жамойцкагапа справе аб парушэнні ваўкавыскім старостам Крыштафам Монвідам Дарагастайскім парадку ўступлення на пасаду і прынцыпаў прызначэння ўраднікаў гродскага суда. 23 верасня 1589 г., Менск / А. Радаман // Архіварыус: зб. навук.паведамл. і арт. Вып.2 / рэдкал.: А. К. Галубовіч (старш.) і інш. Мінск: БелНДІДАС, 2004. — С.104-114 (Сер.: Гісторыя, архівазнаўства, крыніцазнаўства; Вып.2.).
- Rejestr senatorów i posłów na sejmie walnym warszawskim 9 lutego — 21 marca 1600 r. / A. Radaman, M. Ferenc // Zeszyty naukowe Uniwersytetu Jagiellońskiego. Prace Historyczne. — 2004. — T. MCCLXVII, zeszyt 131. — S. 89-107.
- Ухвалы соймікаў і шляхецкіх з’ездаў Вялікага княства Літоўскага, Рускага і Жамойцкага ў сістэме нарматыўнага рэгулявання фінансавання соймавых паслоў у другой палове XVI — пачатку XVII ст. / А. Радаман // Вес. БДПУ. Сер. 2, Гісторыя. Філасофія. Паліталогія. Сацыялогія. Эканоміка. Культуралогія. — 2005. — № 4 (46). — С.16-21.
- Віленскі земскі прывілей 1565 г. вялікага князя літоўскага Жыгімонта Аўгуста / А. Радаман // Беларус. гіст. агляд. — 2005. — Т.12, сш.1-2 (22-23). — С.132-161.
- Інструкцыя новагародскага сойміка паслам на варшаўскі вальны сойм 1598 г. / падрыхтаваў да друку, камент. А. Радаман // Сацыяльна-эканамічныя і прававыя даследаванні. — 2005. — № 2. — С. 97-109.
- Uchwała sejmikowa powiatu nowogródzkiego z 1568 r. a system finansowania posłów sejmowych Wielkiego Księstwa Litewskiego / A.Radaman // Litwa w epoce Wazów : prace ofiarowane H.Wisnerowi w siedemdziesiątą rocznicę urodzin / Instytut Historii PAN im.T.Manteuffla; podred. W.Kriegseisena i A. Rachuby. — Warszawa: Wydawnictwo Neriton, 2006. — S. 145—156.
- Да праблемы вызначэння мяжы паміж Новагародскім і Пінскім паветамі Вялікага княства Літоўскага, Рускага і Жамойцкага ў другой палове XVIст. / А.Радаман // Памяць стагоддзяў на карце Айчыны: зб. навук. прац у гонар 70-годдзя М. Ф. Спірыдонава / Нац.акад.навук Беларусі, Ін-т гісторыі; уклад. Р. А. Аляхновіч [i інш.]; рэдкал.: А. А. Каваленя (адказ.рэд.), А. І. Груша (адказ. сакр.) [і інш.]. Мінск: Беларус. навука, 2007. — С. 73-89.
- Інструкцыя шляхты Гарадзенскага павета паслам на Варшаўскі сойм 1572 г. з агульнаваяводскага сойміка Трокскага ваяводства, які адбыўся ў Самілішках 9 снежня 1571 г. / падрыхтаваў да друку, камент. А. Радаман // Гарадзенскі палімпсест. 2009. Дзяржаўныя ўстановы і палітычнае жыццё. XV—XX ст. / рэд. А. Ф. Смаленчук, Н. У. Сліж. Гародня: [б.в.], 2009. — С. 246—251.
- Samorząd sejmikowy w powiatach województwa nowogródzkiego Wielkiego Księstwa Litewskiego w latach 1565—1632 / A. Radaman // Praktyka życia publicznego w Rzeczypospolitej Obojga Narodów w XVI—XVIII wieku / red. U. Augustyniak, A.B. Zakrzewski; Komisja Lituanistyczna przy Komitecie Nauk Historycznych Polskiej Akademii Nauk, Instytut Historii Polskiej Akademii Nauk, Instytut Historyczny Uiwersytetu Warszawskiego, Instytut Historii Prawa Uniwersytetu Warszawskiego. Warszawa: Neriton, 2010. — S. 55-103.
- Арганізацыя і склад полацкага земскага суда ў другой палове XVI — першай трэці XVII ст. / А. Радаман // Герольд Litherland. — 2011. — № 18. — С.21-36.
- Попісавы экспедыцыйны з’езд і перадсоймавы соймік Новагародскага павета ў Капылі ў лютым 1596 г. / А. Радаман // Капыль: гісторыя горада і рэгіёна (да 360-годдзя выдання прывілея на магдэбургскае права Капылю) : зб. навук. арт. / Нац. акад. навук Беларусі; Ін-т гісторыі; уклад. А. А. Скеп’ян, А. Б. Доўнар, І. В. Соркіна; рэдкал. А. А. Каваленя [іінш.]. — Мінск: Беларус. навука, 2012. — С.185-210.
- Род Харытановічаў Вобрынскіх (Абрынскіх) уласнага герба «Харытон» у Новагародскім павеце ВКЛ у другой палове XVI ст. / А. Радаман // Карэліччына: людзі, падзеі, час: зб. навук. арт. / Нац. акад. навук Беларусі; Ін-т гісторыі; уклад. А. А. Скеп’ян, В. А. Максімовіч, А. Б. Доўнар; рэдкал. А. А. Каваленя [і інш.]. — Мінск : Беларус. навука, 2012. — С.50-63.
- Особенности российского администрирования и уголовного судопроизводства на территории Новогородского воеводства Великого Княжества Литовского, Русского и Жемайтского в 1657—1658 гг. // Наследие российской государственности / Алтайская академия экономики и права; под ред. Ю. В. Анохина. Барнаул : Изд-во ААЭП, 2012. — С. 24-41.
- Іерархія ўраднікаў на сойміку Новагародскага павета Вялікага княства Літоўскага, Рускага і Жамойцкага ў другой палове XVI — першай трэці XVII ст. / А. Радаман // Людзі і ўлада Навагрудчыны: гісторыя ўзаемадзеяння (да 500-годдзя надання Навагрудку прывілея на магдэбургскае права) : зб. навук. арт. / Нац. акад. навук Беларусі, Ін-т гісторыі, уклад. А. А. Скеп’ян, В. В. Даніловіч, А. Б. Доўнар, рэдкал. А. А. Каваленя [іінш.]. — Мінск: Беларуская навука, 2013. — С.162-177.
- Новагародскі перадсоймавы соймік 19-21 студзеня 1598 г. / А.Радаман // Людзі і ўлада Навагрудчыны : гісторыя ўзаемадзеяння (да 500-годдзя надання Навагрудку прывілея на магдэбургскае права): зб.навук. арт./ Нац. акад. навук Беларусі, Ін-т гісторыі, уклад. А. Скеп’ян, В. Даніловіч, А. Доўнар, рэдкал. А. Каваленя [і інш.]. — Мінск : Беларус. навука, 2013. — С. 139—162.
- Ухваленне мясцовых падаткаў на сойміках і шляхецкіх з’ездах Новагародскага ваяводства ВКЛ у другой палове XVI — пачатку XVII ст. / А.Радаман // Беларус. гіст. часоп. — 2013. — № 9. — С. 22-33.
- Патранальна-кліентальныя адносіны ў Новагародскім павеце і іх уплыў на палітыку і дзейнасць органаў шляхецкага самакіравання ў другой палове XVI — пачатку XVII ст. / А.Радаман // Магнацкі двор і сацыяльнае ўзаемадзеянне (XV—XVIII стст.) : зб. навук. прац / Установа "Музей "Замкавы комплекс «Мір»; рэд. А. М. Янушкевіч. — Мінск : Медысонт, 2014. — С. 252—294.
- Шляхта Новагародскага павета ў паспалітым рушэнні ВКЛ 1567 года / А. Радаман, А. Янушкевіч // Studia z dziejów Wielkiego Księstwa Litewskiego (XVI—XVIII w.) / Instytut historii PAN, Polskie towarzystwo heraldyczne; red. S.Górzyński, M.Nagielski. — Warszawa: DiG, 2014. — S. 337—381.
- Павятовыя соймікі Новагародскага ваяводства Вялікага Княства Літоўскага, Рускага і Жамойцкага напярэдадні кракаўскага ардынарнага сойма Рэчы Паспалітай абодвух народаў 1603 г. / А.Радаман // Вялікае Княства Літоўскае: палітыка, эканоміка, культура : зб. навук. арт. У 2 ч. Ч. 1 / Нац. акад. навук Беларусі, Ін-т гісторыі; уклад.: А. А. Скеп’ян; рэдкал.: У. Р. Гусакоў [і інш.]. — Мінск : Беларуская навука, 2017. — С. 221—252.
- Сістэматызацыя права ВКЛ і пытанне паправы Трэцяга статута ВКЛ на сойміках Новагародскага ваяводства ў 1587—1632 гг. / А.Радаман // Журн. Белорус. гос. ун-та. История. — 2018. — № 2. — С. 21—31.
- Miejsca obrad sejmików i zjazdów szlacheckich powiatu nowogródzkiego [Places of Debates of Dietines (Sejmiks) and Other Noble Assemblies of the Nowogródek Poviat] / A, Radaman // Miscellanea Historico-Iuridica, — 2022. — T, 21(1). — S. 75–115. http://miscellanea.uwb.edu.pl/article/view/677.
- Miejsca obrad zjazdów szlacheckich I sejmików powiatu słonimskiego / Andrej Radaman // Wobec sejmików. Magnateria Rzeczypospolitej w XVI-XVIII wieku, red. M. Kupczewska, K.Łopatecki, Białystok, 2024.— S. 193-213. http://hdl.handle.net/11320/16699
- The Political Symbols and Concepts of Statehood in the Modern History of Belarus / Andrej Kotljarchuk, Andrej Radaman, and Elena Sinitsyna // Belarus in the Twenty-First Century: Between Dictatorship and Democracy, edited by Elena Korosteleva, Irina Petrova, and Anastasiia Kudlenko, Routledge 2023, p. 3-15. https://www.researchgate.net/publication/369253316
- Палітычныя сімвалы і трактоўка дзяржаўнасьці ў найноўшай гісторыі Беларусі / Андрэй Катлярчук, Андрэй Радаман, Алена Сініцына // Беларусь ў XXI стагоддзі. Паміж дыктатурай і дэмакратыяй, укладальніцы Алена Карасцялёва, Ірына Пятрова, Настасся Кудленка, пераклаў з англійскай Уладзімір Паўловіч, London, Skaryna Press, 2024, с. 25-38.

## Награды и премии
- Памятная медаль «80 лет милиции Беларуси».
- Медаль «90 лет милиции Беларуси».
- Памятный знак «70 лет милиции Минской области».
- Нагрудный знак «За отличие».